# Relaciones Bélgica-México
Las naciones de Bélgica y México establecieron relaciones diplomáticas en 1861. Ambas naciones son miembros de las Naciones Unidas y la Organización para la Cooperación y el Desarrollo Económicos.

## Historia

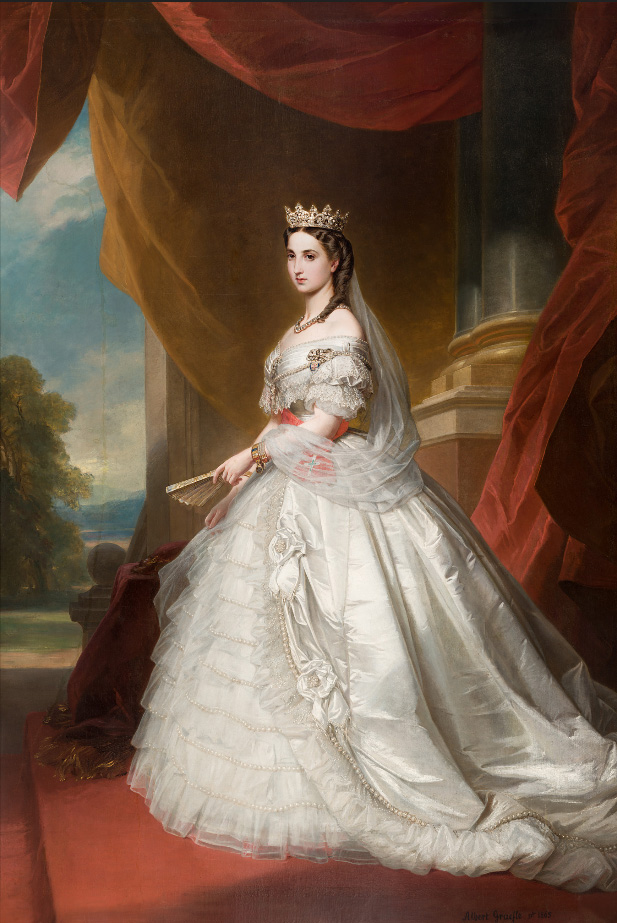
Retrato de Carlota de Bélgica como emperatriz de México; 1864.

En el siglo XVI, comerciantes belgas viajaron a lo que es hoy México. A partir de la década de 1830, ingenieros belgas trabajaron en México para construir el primer ferrocarril mexicano con materiales belgas. Hubo incluso planes para una Nueva Bélgica, una colonia que se construirá en le estado mexicano de Chihuahua.
Las relaciones diplomáticas se iniciaron en 1825 cuando México estableció relaciones consulares con el Reino de los Países Bajos del cual formaba parte Bélgica y Luxemburgo. Bélgica se independizó en 1830 y en 1838 envió un Ministro Plenipotenciario a México. En 1842, llegó a Bélgica el primer representante mexicano. En 1861 los gobiernos de los dos países suscribieron un Tratado de Amistad, Comercio y Navegación lo cual estableció oficialmente relaciones diplomáticas entre ambas naciones.
En 1861, Francia, bajo el emperador Napoleón III, invadió México y estableció el Segundo Imperio mexicano. Mientras que los franceses se encontraban en México, el primo del emperador Napoleón III, Maximiliano de México, tomó el trono de México junto con su esposa Carlota de México. Durante la Batalla de Tacámbaro el 11 de abril de 1865, 300 soldados de la Legión belga luchaban por el Imperio Mexicano contra Segunda República Federal del presidente mexicano Benito Juárez. Varias docenas de soldados belgas fueron asesinados durante la batalla. Cuando el emperador Maximiliano I enfrentaba a la ejecución, Bélgica instruyó a su representante en México para ayudar al embajador austríaco en el país de persuadir a los mexicanos para conceder clemencia. Después de la ejecución del emperador Maximiliano I en 1867, Bélgica y México no volvieron a re-establecer relaciones diplomáticas hasta 1879.
En 1890 Bélgica invirtió $1.2 millones de dólares para abrir una mina de plata y cobre en el estado mexicano de Michoacán. En 1900 el barón Moncheur, ministro belga en México, escribió un estudio de las condiciones y recursos de los estados del sur de México, mientras contribuía en gran medida al desarrollo de las relaciones comerciales entre Bélgica y México. En 1903 el Ferrocarril Nacional de México, en el cual el Gobierno mexicano tenía un interés financiero grande, abrió una línea estándar del calibrador. El giro del ferrocarril de vía estrecha anterior en un ferrocarril estándar del calibrador fue logrado con 25.000 toneladas de carriles de Bélgica. En 1913 el Ferrocarril Nacional de México estaba presionando al gobierno del presidente Victoriano Huerta para no conceder más derechos al sindicato belga que compitió contra ellos.
Durante la Segunda Guerra Mundial, México cerró su legación diplomática en Bruselas y trasladó a su personal diplomático a Londres donde se instaló el Gobierno Belga en el exilio. En 1940 los residentes belgas de México apoyaron a Hubert Pierlot como primer ministro de Bélgica durante la ocupación nazi del país. Después de la guerra, México volvió a tener una legación diplomática residente en Bruselas y en 1954, ambas naciones elevaron sus legaciones diplomáticas a embajadas.
En 1965, el rey Balduino de Bélgica y la reina Fabiola visitaron México. En 1973, Luis Echeverría Álvarez se convirtió en el primer presidente mexicano en visitar Bélgica. En 1999, el Primer ministro Jean Luc Dehaene se convirtió en el primer jefe de gobierno belga en visitar México. Habría muchas más visitas de alto nivel entre líderes de ambas naciones.
En 1980, los manifestantes mexicanos ocuparon pacíficamente las embajadas belga y danesa para exigir libertad a los presos políticos y mejores condiciones de vida para los mexicanos.
En 2018, la Alfombra de flores de Bruselas presentó elementos culturales del estado de mexicano de Guanajuato e incluyó simbolismo de las culturas Chupícuaro, Otomí y Purépecha.
En febrero de 2019, la Princesa Astrid de Bélgica realizó una visita a México donde encabezó una misión económica a México, que incluyó eventos en la Ciudad de México y en Monterrey. Durante su visita, la Princesa se reunió con el presidente Andrés Manuel López Obrador. En 2023, 20 artefactos prehispánicos fueron devueltos a México desde Bélgica.

## Visitas de alto nivel

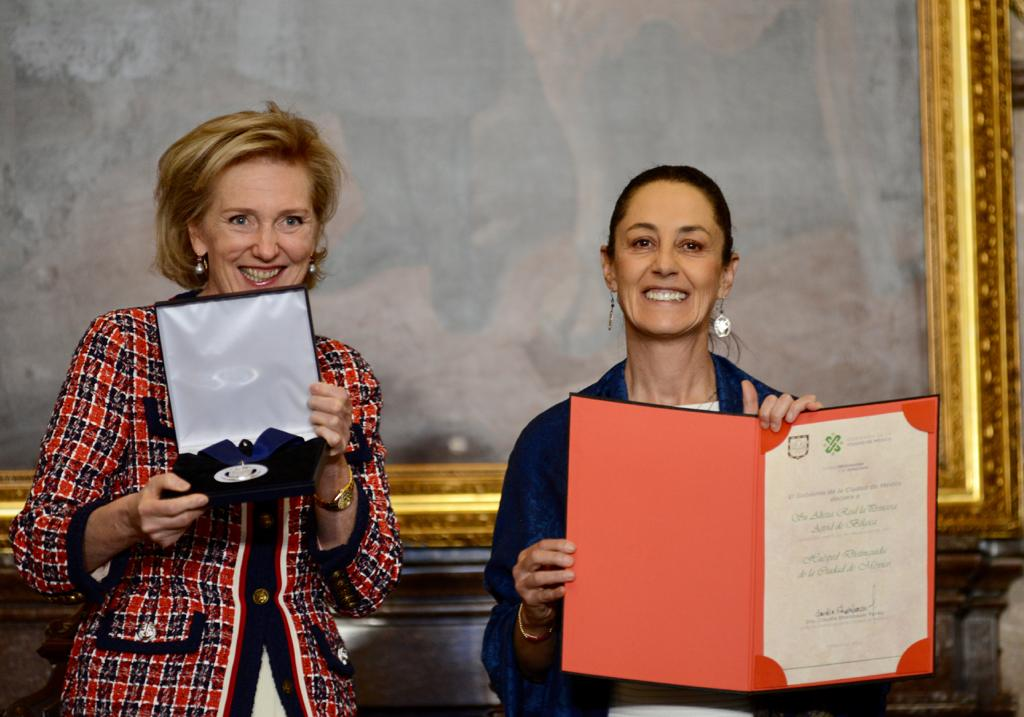
La princesa Astrid de Bélgica con la entonces Jefa de Gobierno de la Ciudad de México (actual Presidenta de México) Claudia Sheinbaum; febrero de 2019.

Visitas de alto nivel de Bélgica a México
- Rey Balduino de Bélgica (1965)
- Príncipe Felipe de Bélgica (1998, 2003, 2009, 2010)
- Primer ministro Jean Luc Dehaene (1999)
- Primer ministro Guy Verhofstadt (2002)
- Princesa Astrid de Bélgica (2019)

Visitas de alto nivel de México a Bélgica
- Presidente Luis Echeverría Álvarez (1973)
- Presidente Miguel de la Madrid Hurtado (1985)
- Presidente Carlos Salinas de Gortari (1990, 1993)
- Presidente Vicente Fox (2002)
- Presidente Felipe Calderón (2007)
- Presidente Enrique Peña Nieto (2015)

## Belgas en México

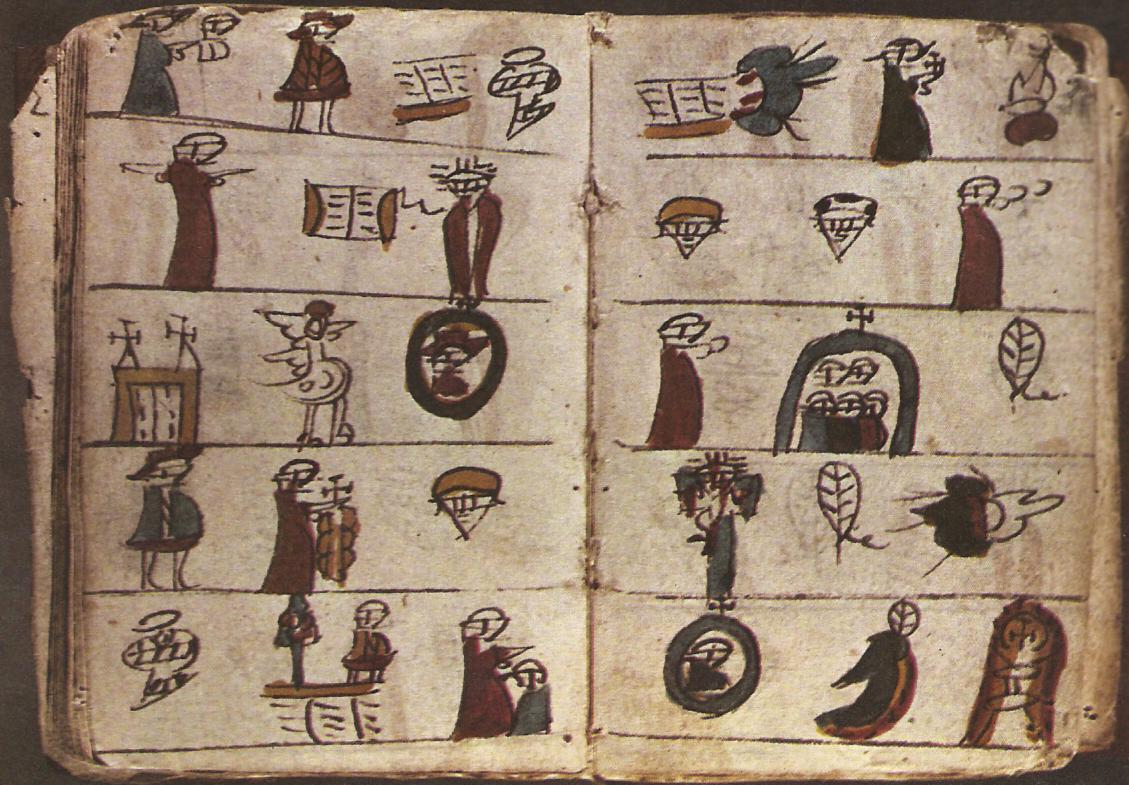
Pedro de Gante ideó un catecismo en jeroglífico para los pueblos indígenas de México.

- Francis Alÿs, artista conocido por obras interdisciplinarias de arte, arquitectura y prácticas sociales.
- Carlos Francisco de Croix, marqués de Croix de Lille fue nombrado virrey (1766-1771). Reprimió las rebeliones mexicanas nativas en el norte de México y expulsó a la Sociedad de Jesús Jesuitas el 25 de junio de 1767.
- Edgar Everaert fundador del Club Deportivo Guadalajara, popularmente conocido como Chivas.
- Pedro de Gante, que estuvo activo desde 1523 hasta 1572, ideó una forma de catecismo en forma de rebus. Organizó una industria artesanal y educación artística y construyó hospitales para los mexicanos nativos.
- Gustave Maryssael, un ingeniero eléctrico comenzó SOFINA. En 1936 fue presidente de la Compañía Mexicana Luz y Fuerza Motriz y más tarde director general en 1962.
- Simon Pereyns de Amberes es considerado el fundador de la pintura mexicana, y algunas de sus pantallas pintadas están en la Catedral Metropolitana de la Ciudad de México.[14]
- Jan de Vos (historiador) Jan de Vos, historiador que se convirtió en asesor invitado del Ejército Zapatista de Liberación Nacional (EZLN) durante las conversaciones de paz con el gobierno mexicano.
- Ronald Zollman, de 1994 a 2002, fue director musical de la Orquesta Filarmónica de la Universidad Nacional Autónoma de México.

## Acuerdos bilaterales
Ambas naciones han firmado varios acuerdos bilaterales, como un Tratado de Amistad, Navegación y Comercio (1861); Tratado de Comercio y Transporte Marítimo (1895); Tratado de Extradición (1938); Acuerdo de Cooperación Cultural (1964); Acuerdo para evitar la doble imposición y prevenir la evasión fiscal en los impuestos sobre la renta (1992); y un Acuerdo de transporte aéreo (1999).

## Transporte
Hay vuelos directos entre Aeropuerto de Bruselas y Aeropuerto Internacional de Cancún con TUI fly Belgium.

## Comercio
En 1997, México firmó un Tratado de Libre Comercio entre México y la Unión Europea (la cual también incluye a Bélgica). En 2023, el comercio entre Bélgica y México ascendió a $3.1 mil millones de dólares (USD). Las principales exportaciones de Bélgica a México incluyen: productos químicos, medicamentos y productos farmacéuticos, equipo electrónico, productos de aluminio, artículos de hierro y acero, automóviles y otros vehículos, productos alimenticios, chocolates, caballos y ganado, y diamantes. Las principales exportaciones de México a Bélgica incluyen: productos químicos, equipo médico, minerales, artículos de cobre, equipo eléctrico, maquinaria, vehículos automotores, artículos de vinilo y plástico, café, vegetales, frutas y nueces, miel y alcohol.
Empresas multinacionales belgas como Agfa-Gevaert, Janssen Pharmaceutica y Katoen Natie (entre otros) operan en México. La compañía belga Anheuser-Busch InBev posee un 50% en Grupo Modelo, la principal cervecera mexicana y propietaria de la marca global Corona.

## Misiones diplomáticas residentes
- Bélgica tiene una embajada en la Ciudad de México.[18]
- México tiene una embajada en Bruselas.[19]

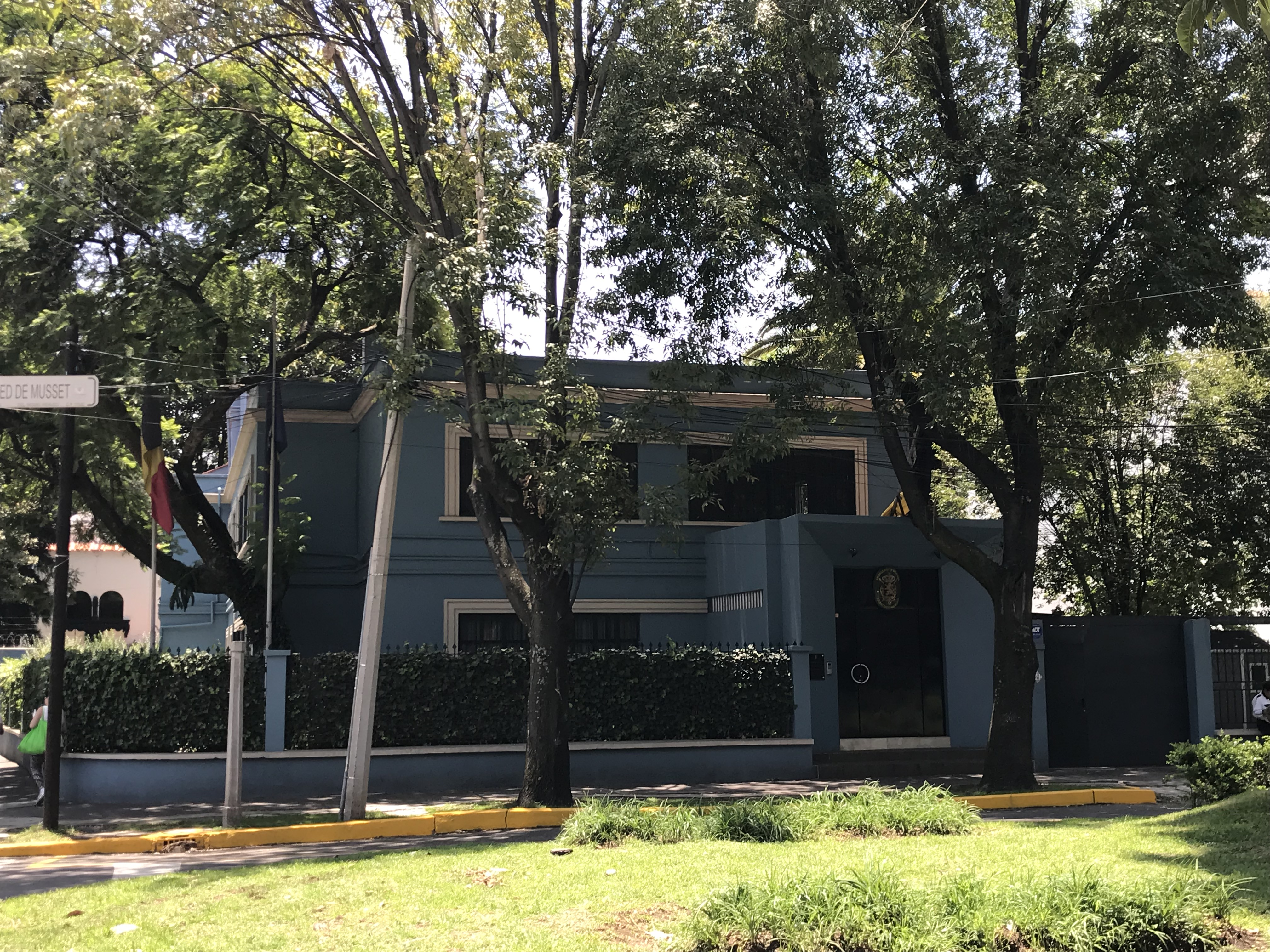
Embajada de Bélgica en la Ciudad de México.
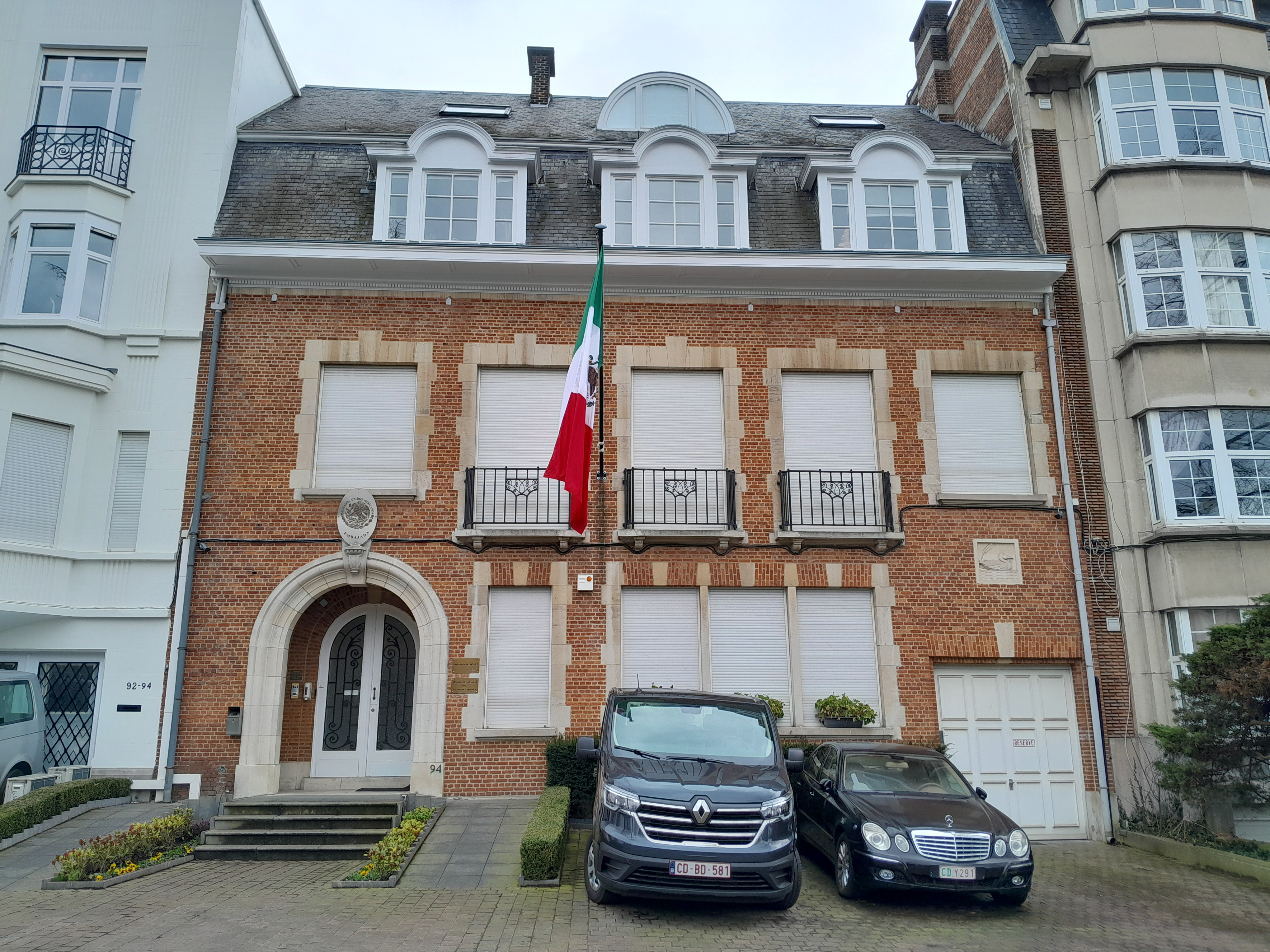
Embajada de México en Bruselas.